# Черня (річка)
Черня (Баламутка) — річка в Україні, у Таращанському й Рокитнянському районах Київської області. Права притока Росі (басейн Дніпра).

## Опис
Довжина річки 25 км, похил річки — 1,6 м/км. Площа басейну 432 км².

## Розташування
Бере початок на північному сході від Володимирівки. Спочатку тече на північний захід через Чернин, у Насташках повертає на північний схід. Далі тече через Троїцьке, Острів і впадає у річку Рось, праву притоку Дніпра.
Населені пункти вздовж берегової смуги: Красюки, Колісникове.
Притоки: Хрещати Яри, Жигалка, Насташка, Поправка (ліві).
Річку перетинає автошлях Р04